# Niembsch-Hof

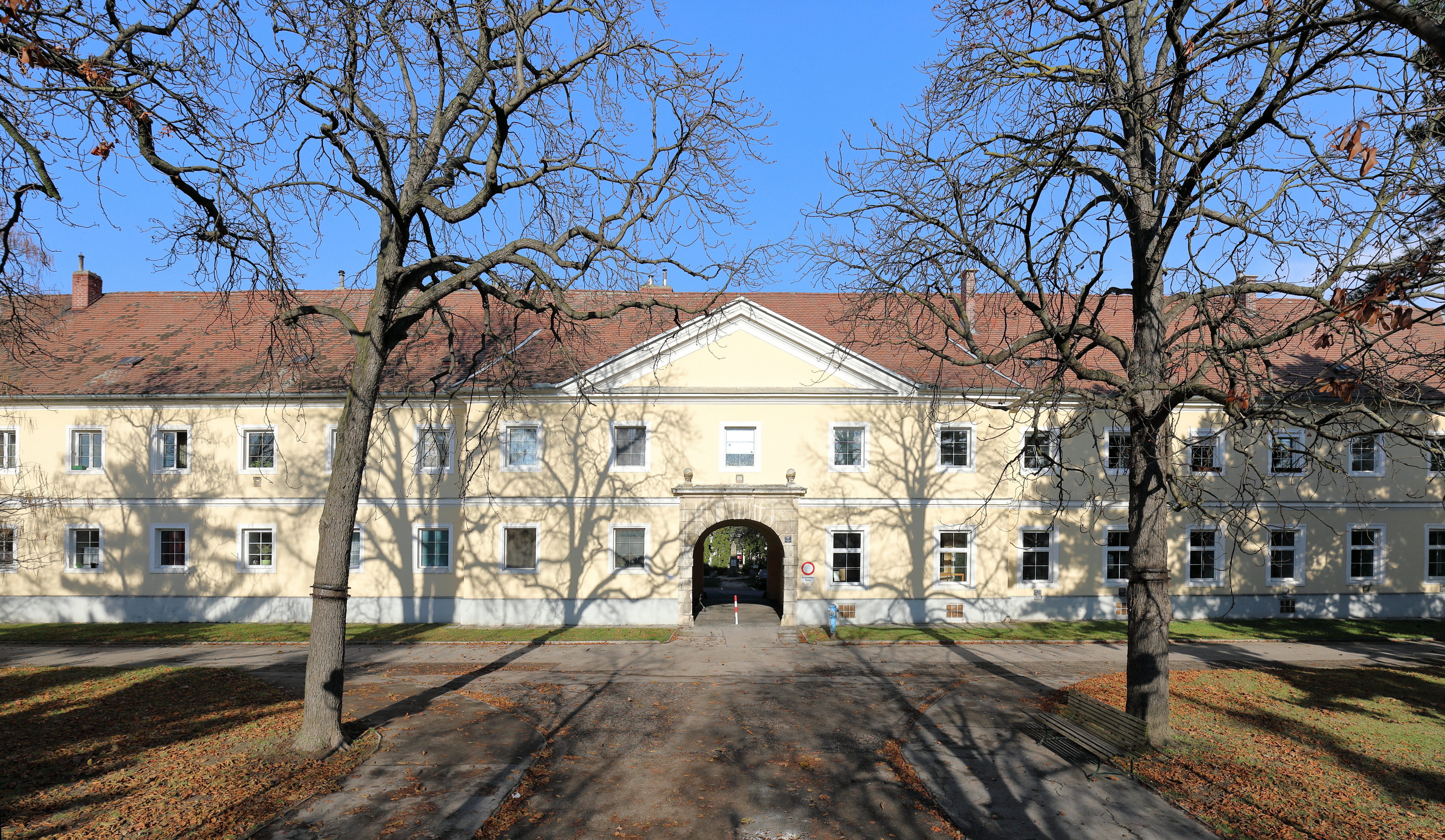
Südansicht bzw. Hauptfassade des Niembsch-Hofes

Der Niembsch-Hof ist eine ehemalige Kaserne und der größte Gemeindebau der niederösterreichischen Stadtgemeinde Stockerau.

## Geschichte
Der Bau wurde von 1721 bis 1724 nach Plänen von Jakob Prandtauer als Kavallerie-Kaserne errichtet. Von 1767 bis Ende 1870 war die Kaserne Sitz der Militär-Montur-Hauptkommission („Oeconomie Commission“ bzw. „Militär Monturs Commission“) und wurde anschließend von Ulanen- und Dragonerregimentern genutzt. Von 1871 bis 1875 erfolgten Um- und Zubauten; unter anderem wurden zusätzliche Stallungen, ein Truppenspital und eine Reithalle errichtet. Ab 1935 wurde die Kaserne vom Kraftfahrjägerbataillon Kopal Nr. 3 und vom Niederösterreichischen Leichten Artillerieregiment Nr. 3 genutzt. Nach dem Anschluss an Deutschland wurde das Kraftfahrjägerbataillon Kopal Nr. 3 aufgelöst, wobei die deutsche Wehrmacht weiterhin den Baukomplex als Jäger- und Artilleriekaserne nutzte. Nach dem Krieg quartierte sich bis 1955 die sowjetische Rote Armee ein und 1956 diente der Bau als Quartier für ungarische Flüchtlinge. Im Jahr 1957 gab die Stadtgemeinde Stockerau die in ihrem Besitz befindliche Prinz-Eugen-Kaserne an den Bund ab und erhielt im Gegenzug den Kasernenkomplex an der Röschstraße (Wienerstraße), der im Eigentum des Bundes war. Die Stadtgemeinde adaptierte anschließend bis 1961 die ehemalige Kaserne für Wohnzwecke. 1959 wurde im Erdgeschoß des Südosttraktes eine Lenau-Gedenkstätte mit Archiv eingerichtet.

## Beschreibung
Ein großer, zweigeschoßiger Baukomplex mit zwei Innenhöfen. Der schmucklose Bau mit hohen charakteristischen Rauchfängen hat Eckpavillons, Mittelrisaliten mit Dreieckgiebel und ein umlaufendes Gschoßgesims. Das Rundbogenportal ist genutet und hat einen großen Schlussstein und Kugeln.

## Benennung

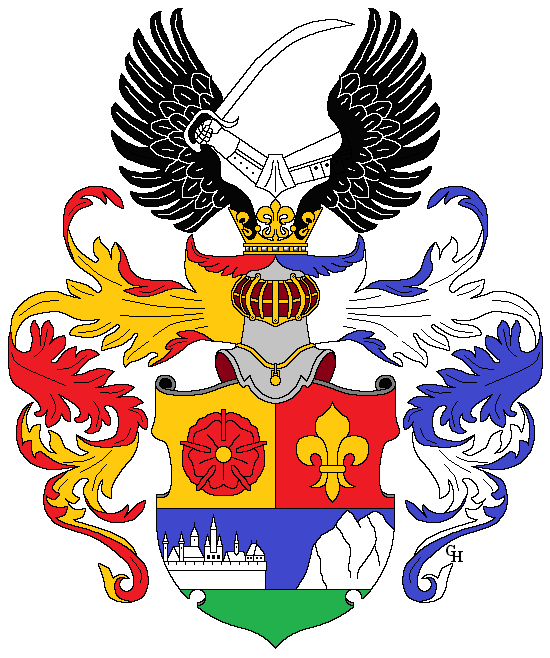
Wappen des Obersten Joseph Niembsch von Strehlenau (1752–1822)

Die ehemalige Kaserne und jetziger Gemeindebau ist nach Joseph Maria Niembsch (* 15. August 1752 bei Roermond (Niederlanden); † 1822) benannt. Niembsch trat 1768 in den k. k. Militärdienst ein und wurde 1808 als Oberst Kommandant der Militär-Montur-Hauptkommission in Stockerau. Mit 24. Dezember 1820 wurde er mit dem Prädikat Edler von Strehlenau in den erblichen Adelsstand erhoben. Im September 1818 holte er seine Enkelkinder Maria Magdalena Franziska (1804–1860) und Nikolaus Franz (1802–1850) von Ungarn zu sich und finanzierte dem Nikolaus ein Studium, der später als Nikolaus Lenau Österreichs größter lyrischer Dichter des 19. Jahrhunderts wurde.